# Теодора Архантлун
Теодора Архантлун или Арахантлун (на гръцки: Θεοδώρα Άραχαντλοῦν или Άρχαντλούν, † ок. 1320) е византийска аристократка от монголски произход, внучка на император Михаил VIII Палеолог от неговата незаконна дъщеря Мария Палеологина.
Теодора е дъщеря на владетеля на Монголския илханат Абага-хан и на византийската принцеса Мария Палеологина, която била извънбрачна дъщеря на византийския император Михаил VIII Палеолог. През 1265 г. майката на Теодора била изпратена в Илханата, за да стане част от харема на Хулагу хан, но пристигнала след смъртта му, поради което станала съпруга на наследника му Абага хан. Петнадесет години по-късно Мария Палеологина се завърнала в Константинопол заедно с дъщеря си от Абага хан, който бил отровен през април 1282 г., поради което традиционно се приема, че Теодора е родена между 1265 г. и 1281 г. В някои изследвания обаче Теодора неправилно е определяна като осиновена дъщеря на Мария Палеологина. Докато пребивавала в Илханата, майката на Теодора запазила християнската си религия, в която, по всичко изглежда, била възпитана и Теодора. Във Византия дъщерята на Мария е наричана с двойното име, състоящо се от християнското ѝ име Теодора и гръцкия вариант на монголо-тюркското ѝ име Архантлун (Άραχαντλοῦν от Ara Qutlugh, овенчана с щатлива корона), което най-вероятно тя е получила по рождение още в Илханата. Известно време след завръщането си Мария Палеологуна постъпила в манастира „Пантократор“ и основала женския манастир „Света Богородица Панагиотиса“, който след смъртта ѝ бил наследен от Теодора.
В Константинопол Теодора Архантлун била омъжена за Исак Асен, син на бившия български цар Иван Асен III и на византийската принцеса Ирина Палеологина, като бракът бил сключен след смъртта на майка ѝ Мария, т.е. не по-рано от 1307 г. В някои изследвания се посочва, че Исак Асен се оженил за Теодора, принуден от император Михаил IX Палеолог, без в изворите да се среща подобна информация. Важното е, че Теодора и Исак Асен всъщност се падали първи братовчеди по майчина линия, тъй като майките им били дъщери на император Михаил VIII Палеолог. Много е вероятно този факт, който обикновено би създал канонични пречки пред такъв брак между близки роднини, да е причина някои изследователи да отхвърлят възможността Теодора Архантлун да е биологична дъщеря на Мария Палеологина.
Теодора Архантлун починала около 1320 г., без да роди деца на съпруга си, който след смъртта ѝ се оженил повторно. От нея Исак обаче наследява правата върху имота на манастира „Света Богородица Панагиотиса“, основан от майката на Теодора. Той обаче не използва манастирските имоти по предназначение – отнема от манастирското имущество, използва материали от манастира за строеж на собствена къща, завещава манастирските сгради на дъщеря си от втория брак, а манастирските имоти – на сина си Андроник втория брак, и дори ипотекира манастира за 2000 хиперперона. Това става причина срещу него да бъде заведено дело от монахините, по повод на което патриарх Калист издава грама от октомври 1351 г., когато Исак вече бил покойник.

## Цитирани източници
- Божилов, Иван (1994). Фамилията на Асеневци (1186 – 1460). Генеалогия и просопография. София: БАН, Издателство на БАН „Марин Дринов“, ISBN 954-430-264-6, https://djvu.online/file/dujTvm6kCmbQL
- Божилов, Иван (1995). Българите във Византийската империя. София: Академично издателство „Проф. Марин Дринов“, ISBN 954-430-297-2, https://macedonia.kroraina.com/bbi/bozhilov_1995.htm
- ((en)) Ryder, Edmund. C. (2009). The Despoina of the Mongols and her patronage at the Church of the Theotokos ton Moungoulion. – Journal of Moder Hellenism, 27(2009 – 2010),  71 – 102, ISSN 0743-7749, https://journals.sfu.ca/jmh/index.php/jmh/article/download/260/263/0
- ((en)) Kubina, Krystina (2013). Manuel Philes and the Asan Family. Two inedited poems and their context in Philes’ œuvre (including editio princeps). – JÖB, Jahrbuch der Österreichischen Byzantinistik, 63/2013. Wien: Österreichische Akademie der Wissenschaften,  177 – 198, doi:10.1553/joeb63s177, ISBN 978-3-7001-7582-7, ISSN 0378-8660, https://www.academia.edu/4048396/Manuel_Philes_and_the_Asan_family_Two_inedited_poems_and_their_context_in_Philes_oeuvre_including_editio_princeps_
- ((de)) Trapp, Erich; Beyer, Hans-Veit; Walther, Rainer et al. (2001) [1976–1996]. Prosopographisches Lexikon der Palaiologenzeit, CD-ROM. Wien: Verlag der Österreichischen Akademie der Wissenschaften, ISBN 3-7001-3003-1, https://archive.org/details/ErichTrappProsopographischesLexikonDerPALAIOLOGENZEIT/mode/2up
- Shukurov, Rustam (19 May 2016). The Byzantine Turks, 1204-1461, The Medieval Mediterranean Peoples, Economies and Cultures, 400–1500, vol. 105. Leiden, ISBN 978-90-04-30775-9, OCLC 946032551, https://www.academia.edu/25481924/The_Byzantine_Turks_1204_1461